# Le Renard du désert
Pour les articles homonymes, voir Renard (homonymie).
Pour plus de détails, voir Fiche technique et Distribution.
Le Renard du désert (The Desert Fox: The Story of Rommel) est un film américain (1951) d'Henry Hathaway.

## Synopsis
De la bataille d'El Alamein jusqu'à sa mort en octobre 1944, décidée par Hitler, le portrait du maréchal Erwin Rommel, que le film présente comme participant au complot contre le dictateur.

## Fiche technique
- Réalisation : Henry Hathaway
- Assistant-réalisateur : Gerd Oswald (non crédité)
- Réalisateur seconde équipe : Robert D. Webb (non crédité)
- Scénario : Nunnally Johnson d'après la biographie Rommel: The Desert Fox de Desmond Young
- Production : Nunnally Johnson
- Direction artistique : Maurice Ransford et Lyle R. Wheeler
- Photographie : Norbert Brodine
- Montage : James B. Clark
- Musique : Daniele Amfitheatrof
- Costumes : Edward Stevenson
- Décors : Thomas Little et Stuart A. Reiss
- Effets visuels : Ray Kellogg et Fred Sersen
- Société de production :Twentieth Century Fox
- Société de distribution :Twentieth Century Fox
- Genre : Film de guerre, Film historique, Drame, Biographie
- Pays de production :  États-Unis
- Langue : anglais
- Durée : 88 minutes
- Format : Noir et blanc - 35 mm - 1.37 : 1 - Mono (Western Electric Recording)
- Dates de sortie :
  - États-Unis : 17 octobre 1951
  - France : 30 avril 1952
- Affiche : Boris Grinsson (France)

## Distribution
- James Mason (VF : Jean Davy) : le Generalfeldmarschall Erwin Rommel
- Cedric Hardwicke (VF : Richard Francœur) : le docteur Karl Strölin, maire de Stuttgart
- Jessica Tandy (VF : Éléonore Hirt) : Lucie Marie Rommel
- Luther Adler (VF : Roger Carel) : Adolf Hitler
- Everett Sloane (VF : André Valmy) : le General Wilhelm Burgdorf
- Leo G. Carroll (VF : Paul Villé) : le Generalfeldmarschall Gerd von Rundstedt
- George Macready (VF : Howard Vernon) : le Generalleutnant Fritz Bayerlein
- Richard Boone (VF : Georges Atlas) : le Hauptmann Hermann Aldinger
- Eduard Franz (VF : Jacques Beauchey) : le Oberst Claus von Stauffenberg
- Desmond Young (VF : Jean-Claude Michel) : lui-même

Acteurs non crédités
- John Alderson : un sergent allemand / un employé de l'hôpital
- Paul Cavanagh (VF : Stéphane Audel) : le lieutenant-colonel Caesar von Hofacker
- Robert Coote : un médecin britannique
- Don De Leo : le major-général Ernst Maisel
- Charles Evans : le général Schultz
- Lumsden Hare : un médecin
- Stuart Holmes : un officier allemand à la conférence
- John Hoyt (VF : Jacques Berthier) : le maréchal Wilhelm Keitel
- Walter Kingsford : le vice-amiral Friedrich Ruge
- Lester Matthews (VF : Claude Péran) : l'officier britannique au début du film
- Sean McClory : Jock
- George Nader : un commando
- Dan O'Herlihy : le capitaine des commandos
- William Reynolds (VF : Jean Fontaine) : Manfred Rommel
- Ivan Triesault : un major allemand
- Peter Van Eyck : un officier allemand
- Philip Van Zandt : un S.S. à l'hôpital
- Carleton Young : un officier allemand
- Michael Rennie : le narrateur (voix)

## Autour du film
- James Mason reprit deux ans plus tard le rôle de Rommel dans Les Rats du désert de Robert Wise, cette fois-ci avec un accent allemand.